# Municipio de Clay (condado de Gasconade)
El municipio de Clay (en inglés: Clay Township) es un municipio ubicado en el condado de Gasconade en el estado estadounidense de Misuri. En el año 2010 tenía una población de 1554 habitantes y una densidad poblacional de 12,15 personas por km².

## Geografía
El municipio de Clay se encuentra ubicado en las coordenadas 38°17′50″N 91°35′13″O / 38.29722, -91.58694. Según la Oficina del Censo de los Estados Unidos, el municipio tiene una superficie total de 127.88 km², de la cual 127,48 km² corresponden a tierra firme y (0,31 %) 0,4 km² es agua.

## Demografía
Según el censo de 2010, había 1554 personas residiendo en el municipio de Clay. La densidad de población era de 12,15 hab./km². De los 1554 habitantes, el municipio de Clay estaba compuesto por el 98,26 % blancos, el 0,32 % eran amerindios, el 0,19 % eran asiáticos, el 0,32 % eran de otras razas y el 0,9 % eran de una mezcla de razas. Del total de la población el 0,97 % eran hispanos o latinos de cualquier raza.